# 1385

## Události
- 14. srpen – kastilsko-portugalská bitva u Aljubarroty
- 14. srpen – bylo dohodnuto tzv. Kréwskou smlouvou spojení Polska a Litvy pod vládou knížete Jagella
- papež Urban VI. vydal dispenz pro portugalského krále Jana

## Narození
- ? – Blanka Navarrská, sicilská a navarrská královna († 1. dubna 1441)
- ? – Fej Sin, čínsky voják, cestovatel a spisovatel (* ?)
- ? – Khädub Geleg Palzangpo, první pančhenlama, žák Congkhapy, zakladatele Gelugpy, jedné ze školy tibetského buddhismu († 1438)
- ? – Čchen Sün, politik čínské říše Ming († 1462)
- ? – Markéta Hollandová, anglická šlechtična a pravnučka krále Eduarda I. († 31. prosince 1439)

## Úmrtí
- 28. června – Andronikos IV. Palaiologos, byzantský císař (* 2. dubna 1348)
- 7. srpna – Jana z Kentu, matka krále Richarda II. (* 29. září 1328)
- 18. prosince – Bernabo Visconti, milánský vládce (* 1323)
- ? – Sü Ta, čínský generál, jeden ze zakladatelů říše Ming (* 1332)
- ? – Čang Jü, čínský básník, esejista a malíř (* 1333)

## Hlava státu
- České království – Václav IV.
- Moravské markrabství – Jošt Moravský
- Svatá říše římská – Václav IV.
- Papež – Urban VI. a Klement VII. (vzdoropapež)
- Anglické království – Richard II.
- Francouzské království – Karel VI. Šílený
- Polské království – Hedvika z Anjou
- Uherské království – Marie Uherská » Karel II. Neapolský
- Byzantská říše – Jan V. Palaiologos